# Tetropiopsis somaliensis
Tetropiopsis somaliensis là một loài bọ cánh cứng trong họ Cerambycidae.